# Hyacinthe Rigaud
Hyacinthe Rigaud (Perpignan, 20 juli 1659 - Parijs, 27 december 1743) was een Franse barokschilder uit de Franse School.
Hij is een van de kunstenaars die het absolutisme een gezicht gaven. Als hofschilder aan het Franse hof, moet hij voor Lodewijk XIV in Versailles talloze portretten schilderen. Het bekendste is het portret van Lodewijk XIV zelf, waarop hij staat afgebeeld als Zonnekoning. De koning had het besteld als geschenk voor zijn kleinzoon Filips V, maar hij liet Rigaud een kopie maken en hield het origineel voor zichzelf. Vandaag is dit portret een van de topstukken uit de collectie van het Louvre.
Na de dood van Lodewijk XIV schilderde Rigaud ook nog portretten voor diens achterkleinzoon Lodewijk XV. Hij portretteerde daarnaast ook belangrijke hovelingen.

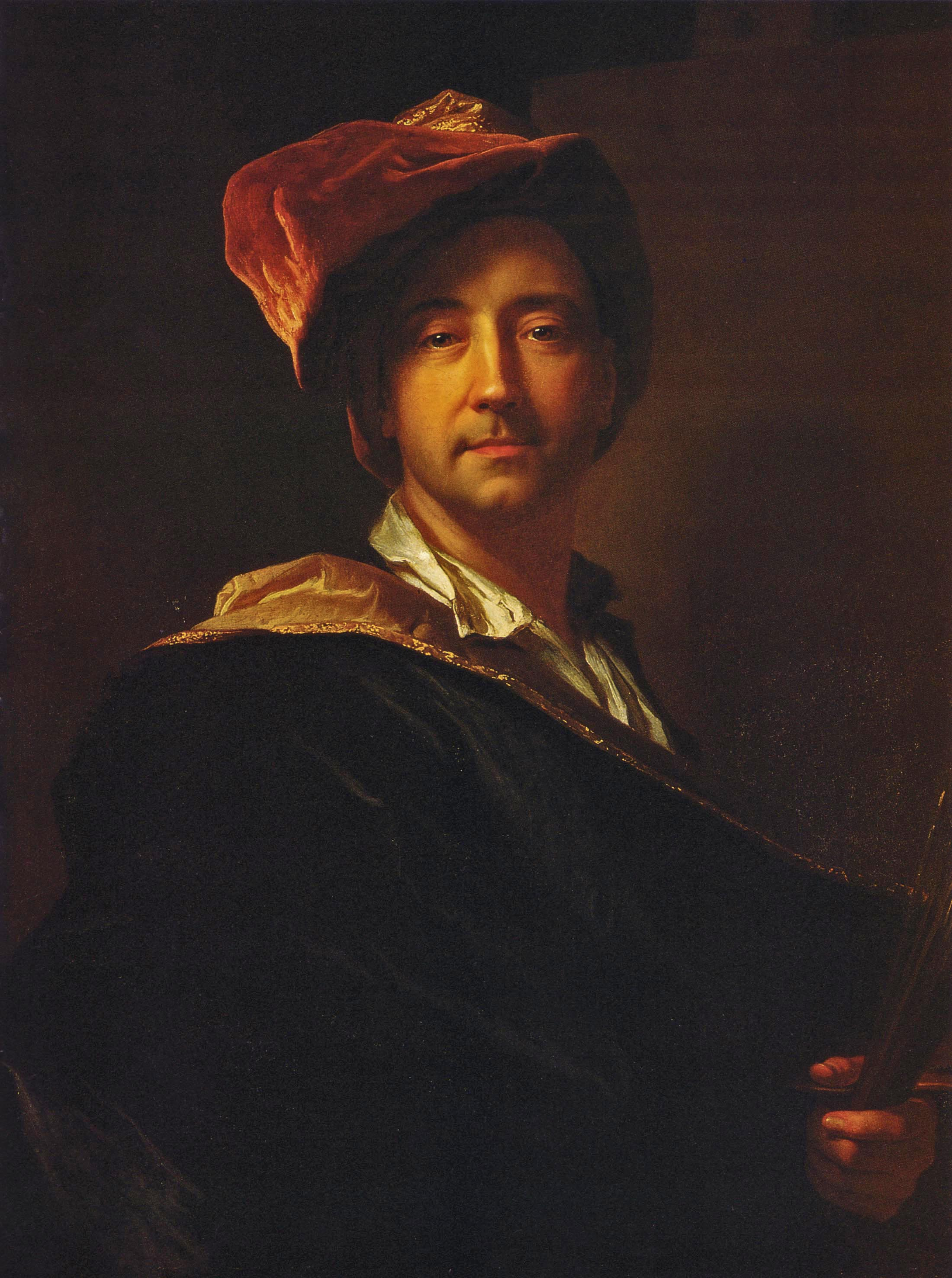
Zelfportret met tulband
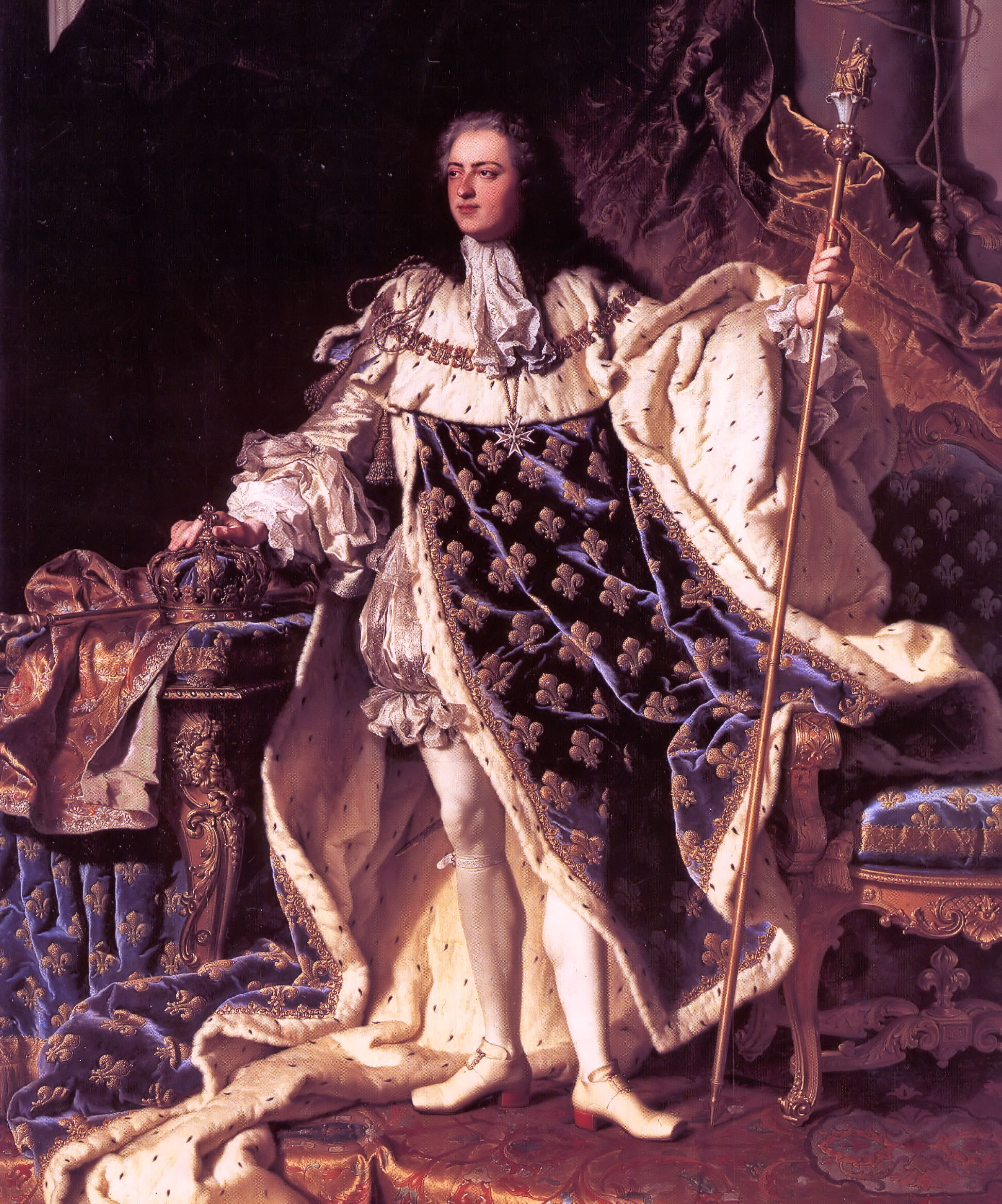
Lodewijk XV
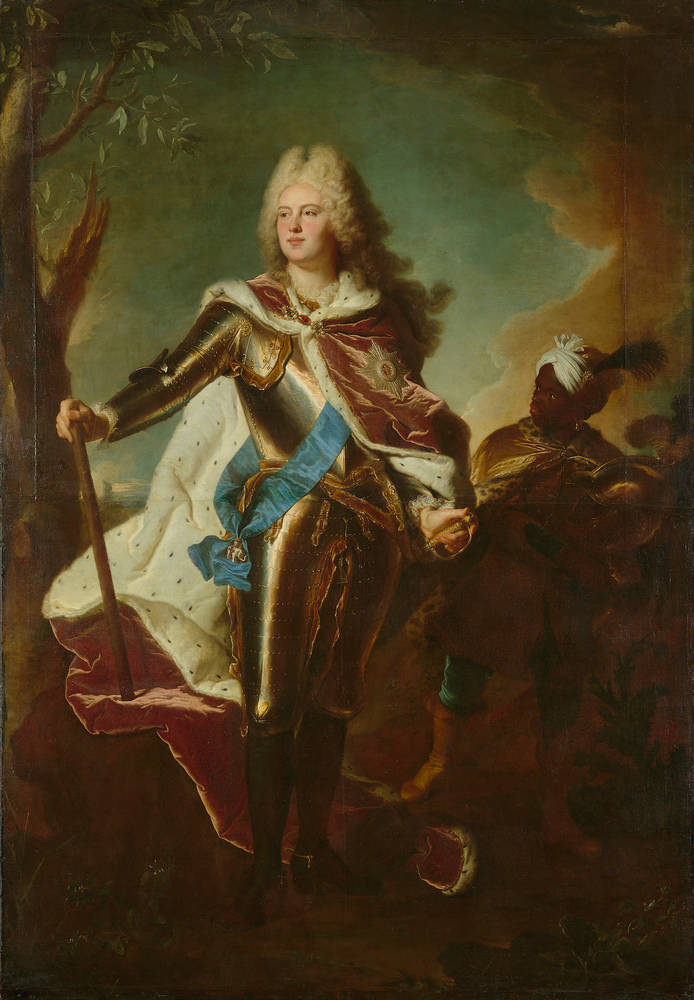
August III van Polen, Keurvorst van Saksen
Lodewijk XIV
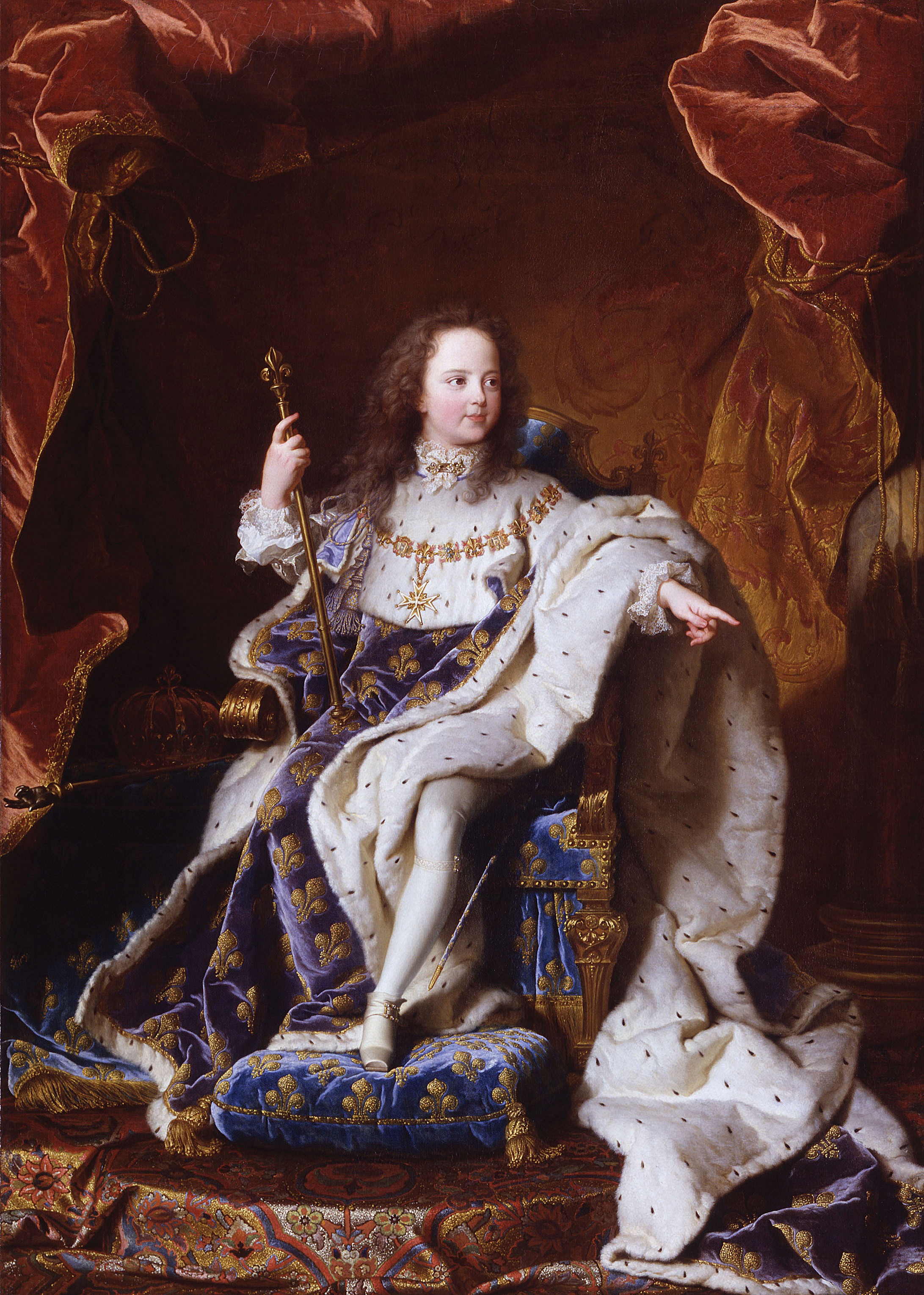
Lodewijk XV
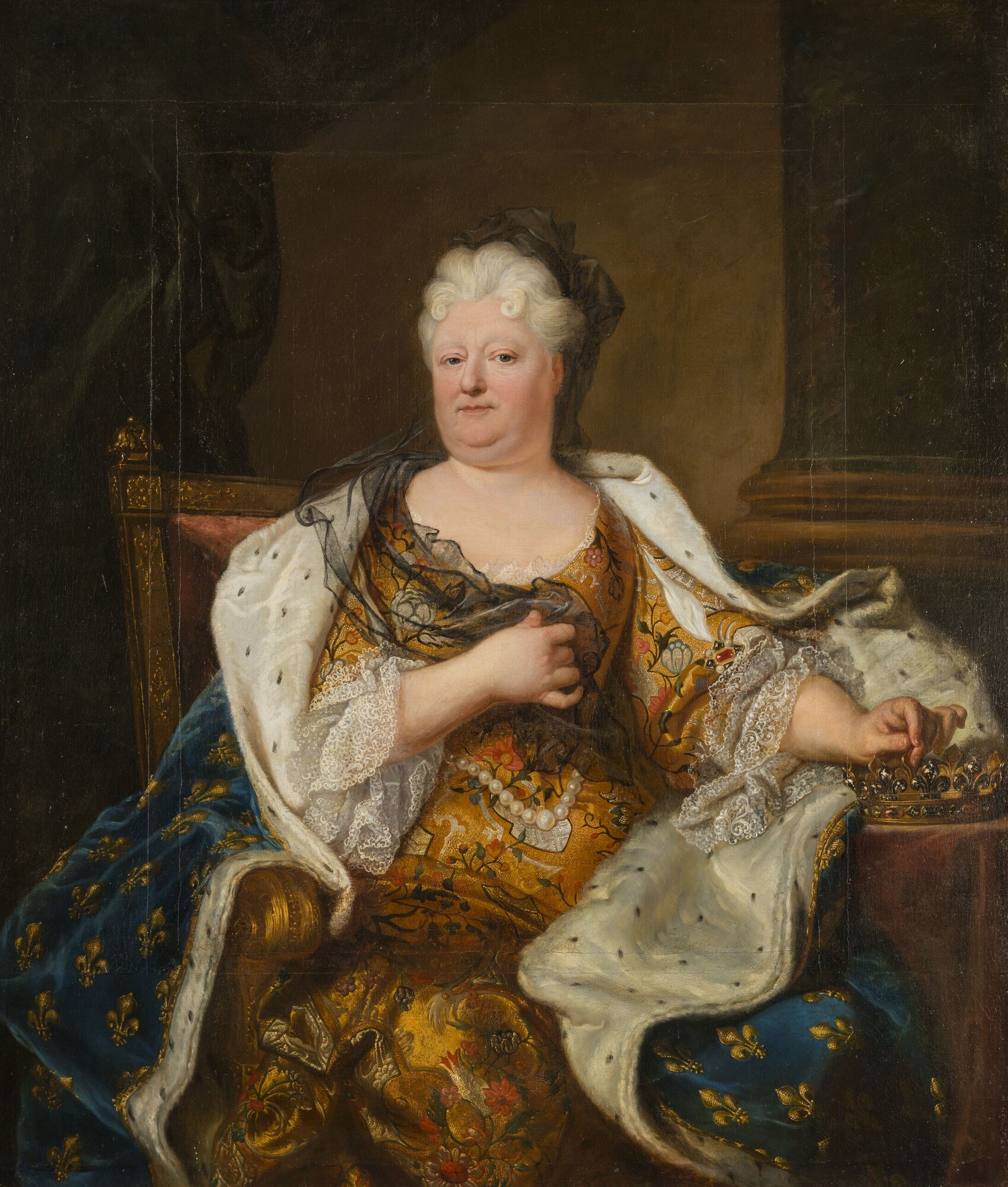
Elisabeth Charlotte van de Palts
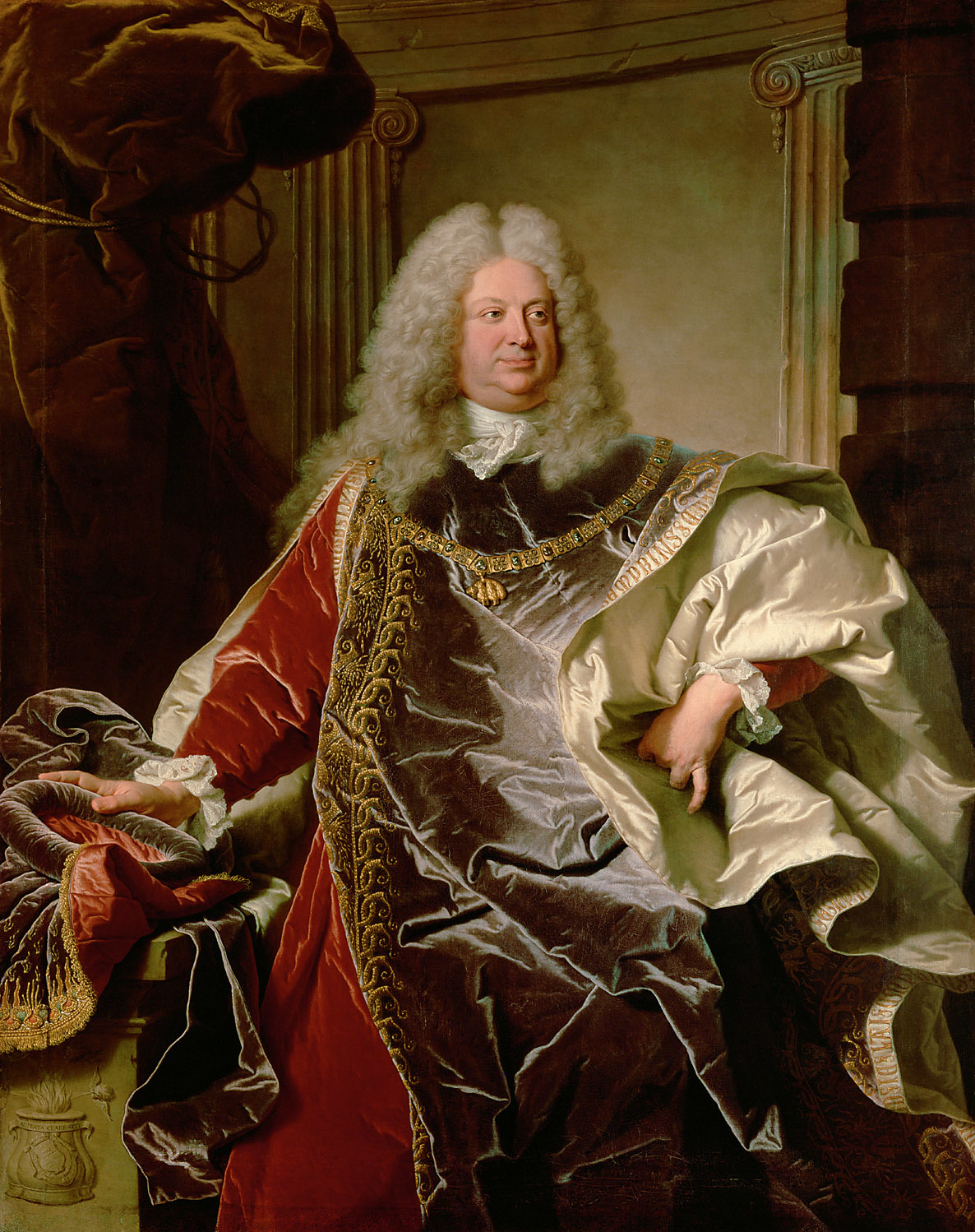
Graaf Philipp Ludwig Wenzel von Sinzendorf
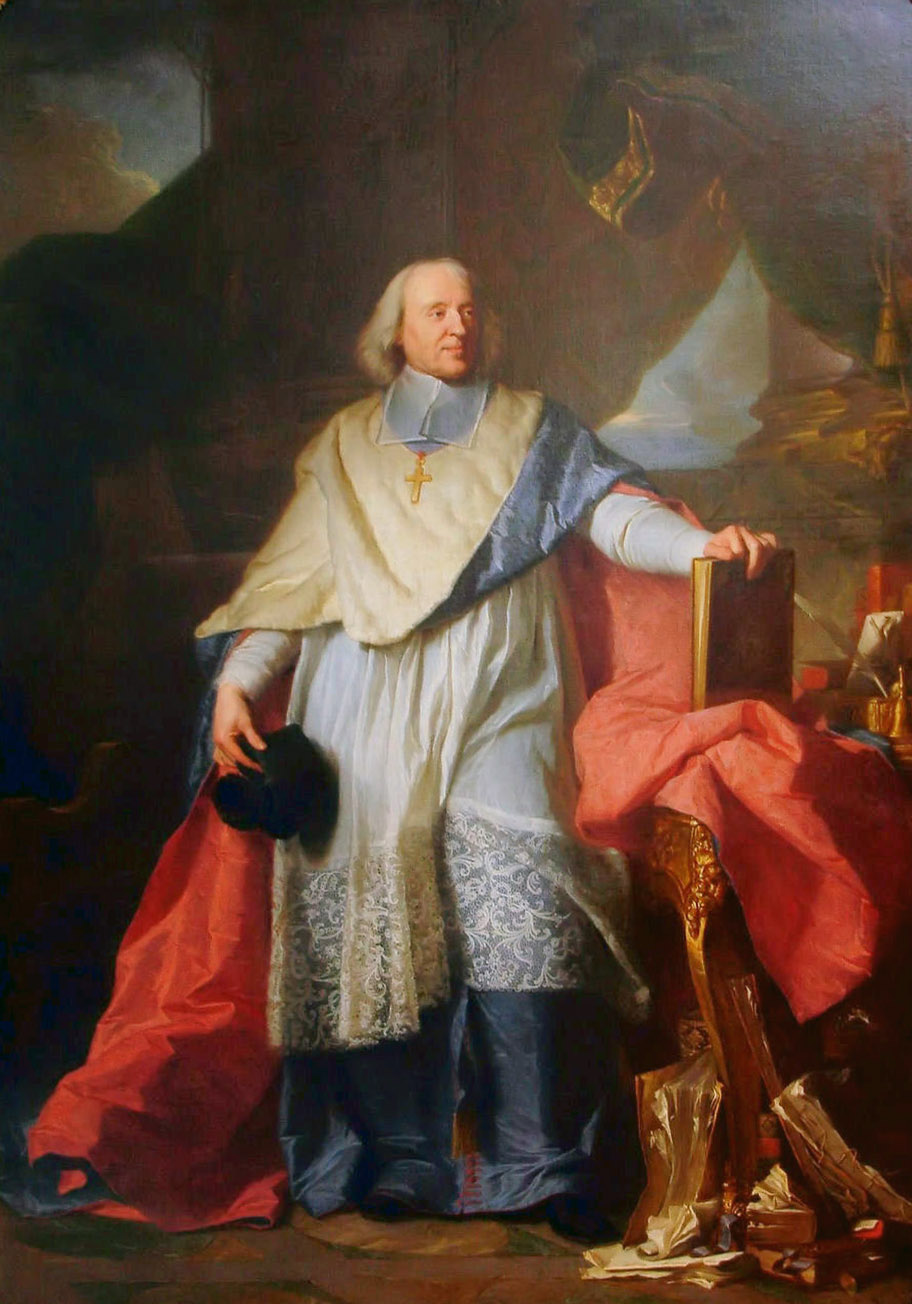
Jacques-Bénigne Bossuet